# Kaaskerke
Kaaskerke é uma vila e deelgemeente belga pertencente ao município de Diksmuide, província de Flandres Ocidental. Em 2006, tinha uma população de 458 habitantes e uma área de 8,73 km². Nele fica situada a paróquia de São Bartolomeu.

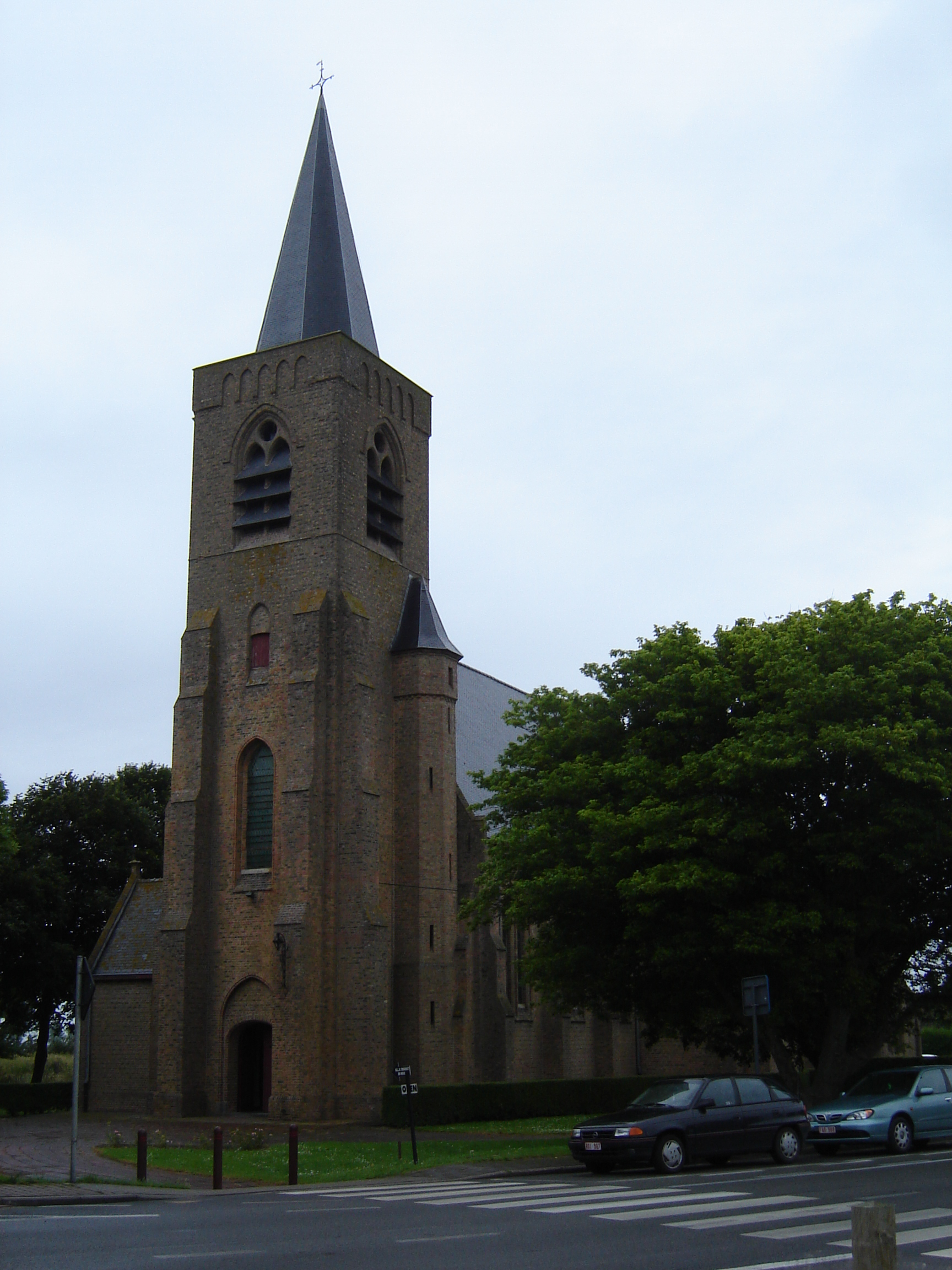
Igreja de São Bartolomeu.